# Religieuze bijeenkomst
Een religieuze bijeenkomst is een bijeenkomst van meerdere gelovigen van één religie of van een specifieke stroming van een religie om een God of goden te vereren, hun geloof te belijden of andere religieuze praktijken te voltrekken.
Religieuze bijeenkomsten komen in de meeste godsdiensten voor en zijn meestal georganiseerd. Vaak bestaat er een vaste plaats voor waar frequent (meestal wekelijks) een bijeenkomst plaatsvindt, zoals een kerk, een moskee, een synagoge of een tempel. Veel religies erkennen bijzondere religieuze of heilige plaatsen, zoals de Sint-Pieter in Vaticaanstad, de Kaäba in Mekka, de Tempelberg in Jeruzalem of het Bahá’í Huis van Aanbidding in New Delhi, die vaak de bestemming van een (soms eenmalige) bedevaart zijn.
Tijdens religieuze bijeenkomsten wordt afhankelijk van de religie en de bijeenkomst gezongen, gebeden en gesproken over de gezamenlijke religieuze ideeën en gewoonten. Sommige gelovigen beweren daarbij een bijzondere religieuze ervaring mee te maken.
Religieuze bijeenkomsten kunnen worden onderscheiden van profane bijeenkomsten. Voorbeelden hiervan zijn popconcerten, kunstexposities, lezingen enzovoort. De term 'profane bijeenkomst' is overigens typisch religieus: een bezoeker van een popconcert zal niet snel geneigd zijn dit te kwalificeren als een profane bijeenkomst.

## In het jodendom
Het orthodoxe jodendom kent bepaalde vormen religieuze bijeenkomsten. Karakteristiek is dat de meeste religieuze bijeenkomsten bijna exclusief op mannen gericht zijn. De taak van vrouwen wordt gezien als liggende in het huishouden. In tegenstelling tot mannen, die (bij voorkeur) driemaal daags naar de synagoge gaan, gaan vrouwen doorgaans slechts een- of tweemaal per week, met name op zaterdagochtend en soms ook op vrijdagavond.
Er zijn drie dagelijkse gebedsdiensten: sjachariet, mincha en ma'ariew. Om een volledige dienst te kunnen houden, moet er een groep van 10 joodse mannen aanwezig zijn van 13 jaar of ouder (bar mitswa). Wanneer er geen 10 mannen aanwezig zijn, bidt ieder voor zich apart en kunnen bepaalde delen van de dienst, waaronder de Thora-lezing (die op zaterdag-, maandag- en donderdagochtend plaatsvindt), niet worden uitgevoerd.
Een andere vorm van religieuze bijeenkomst, behorend bij het chassidisch jodendom, is een tish ('tiesj'), een bijeenkomst van een (grote) groep chassidim geleid door hun rebbe. Hierbij wordt gezongen (op dagen dat dit kan, zoals Poerim en de tussendagen van Soekot, meestal met livemuziek). Het aantal aanwezigen kan variëren van 10 tot 20.000 afhankelijk van de beweging en de aard van de bijeenkomst. Dagen waarop een tish wordt gehouden zijn bijvoorbeeld Poerim, Chanoeka, de tussendagen van Soekot, de feestdag Toe Bisjwat, de avond na Jom Kipoer, bij veel groepen iedere vrijdagavond (sjabbat), en op herdenkingsdagen voor overleden leiders of voor belangrijke gebeurtenissen, zoals de bevrijding van een vorige rebbe uit de handen van de nazi's of een andere vorm van gevangenschap. In de artikelen over de chassidische groepen Satmar, Bobov en Dushinsky staan enkele links naar online videos van tishen.
Op bepaalde feestdagen, zoals Pesach (de Seder) en Poerim, worden er grote feestmaaltijden gehouden, die ook als een vorm van religieuze bijeenkomst kunnen worden gezien. Dit is de enige vorm van religieuze bijeenkomst waar mannen en vrouwen (nagenoeg) identieke verplichtingen hebben.